# Dastan

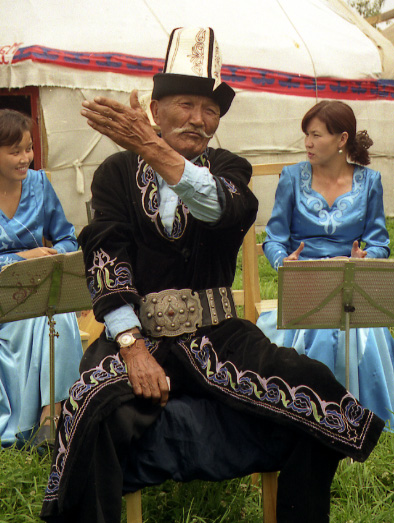
Rappresentazione di una parte del poema epico kirghiso manaschi (dastan), nel campo di iurte di Karakol

Dastan (داستان dâstân, in lingua persiana "storia") è una tradizionale forma di storia orale dell'Asia centrale. 

## Descrizione
Un dastan è generalmente incentrato su un individuo che protegge la sua tribù o il suo popolo da un invasore esterno o nemico, anche se solo occasionalmente questa figura può essere fatta risalire a un personaggio storico. Questo personaggio principale dà un esempio di come si dovrebbe agire e il dastan diventa uno strumento di insegnamento. Ad esempio il maestro sufi e poeta turco  Ahmet Yesevi disse: "Lascia che gli studiosi ascoltino la mia saggezza, trattando le mie parole come un dastan". Accanto alla saggezza, ogni dastan è ricco di storia culturale di elevato interesse per gli studiosi.
Durante l'invasione e occupazione russa dell'Asia centrale, vennero creati molti nuovi dastan per protestare contro l'occupazione. È possibile che siano entrati in contatto tra di loro e si siano influenzati a vicenda. Secondo lo storico turco Hasan Bülent Paksoy, i Bolscevichi cercarono di distruggere questi simboli di cultura, ad esempio pubblicandoli solo in quantità insufficiente e in forma distorta "per indebolire l'impatto eroico".
Un importante dastan è Il libro di Dede Korkut, redatto dalla tribù turca oghuz, che potrebbe essere stato creato già all'inizio del XIII secolo.